# Puerto Rey
Puerto Rey es una pedanía -EATIM, según la nomenclatura oficial- de la provincia de Toledo, en Castilla-La Mancha (España), perteneciente al término municipal de Sevilleja de la Jara. Se encuentra en la Comarca de la Jara en las Tierras de Talavera, y de las Villuercas Ibores y Jara, en la parte occidental de los Montes de Toledo, justo en el límite de las provincias de Toledo y Cáceres.

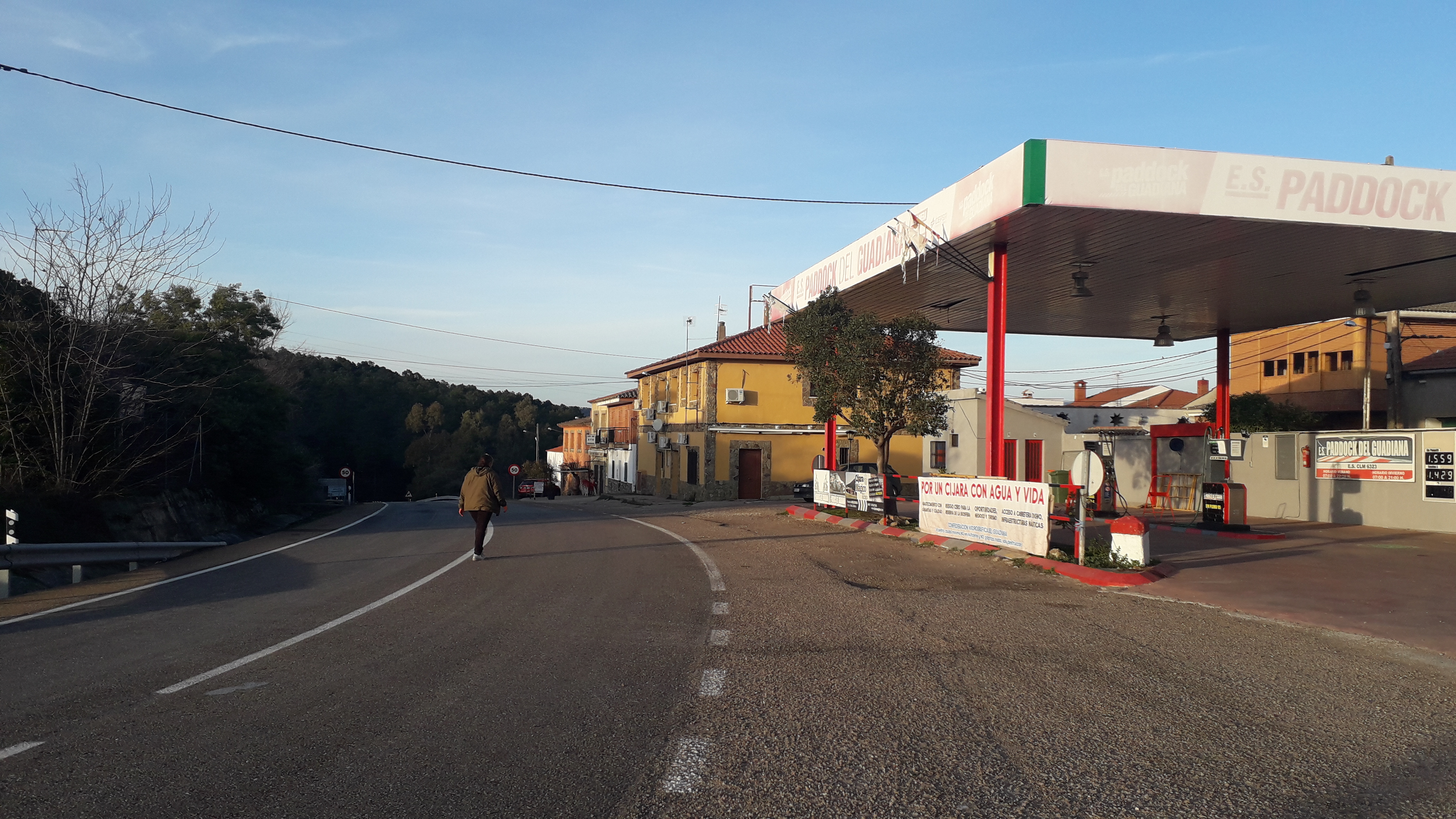
Travesía N-502

## Población
Su población era de 26 habitantes en 2015 según los datos oficiales del INE.

## Geografía
Se sitúa a 18 kilómetros de Sevilleja de La Jara, a 26,6 de Alía, a unos 150 kilómetros de Toledo y a unos 200 de Madrid.

## Riqueza natural
Puerto Rey se encuentra rodeado de extensos pinares de pino resinero albergando en algunos sitios especies como la encina, el alcornoque, el roble o el castaño, además de la abundante jara. Los alrededores del pueblo son muy abundantes en especies cinegéticas, como el ciervo, el corzo o el jabalí, siendo muy frecuente avistarlos; de hecho, en época de celo los ciervos toman por completo la carretera que lleva a Sevilleja de la Jara y no son raras las veces que algún conductor ha atropellado a algún ciervo o corzo que se ha cruzado en el camino. Al situarse en las inmediaciones del embalse de Cíjara el lugar es parada obligada para los amantes de la pesca, encontrándose en aguas del pantano lucios de gran tamaño. En otoño, con la abundancia de setas, aficionados y expertos en micología visitan los bosques cercanos.

## Fiestas
- 8 de diciembre: Inmaculada concepción.
- Primer fin de semana de julio: San Pedro y San Pablo.

- Datos: Q2885342
- Multimedia: Puerto Rey / Q2885342